# Battaglia di Gibilterra (1621)
La battaglia di Gibilterra del 1621 fu uno scontro navale della guerra degli ottant'anni e della guerra dei trent'anni tra l'Impero spagnolo e la Repubblica delle Sette Province Unite. Una flotta della Compagnia olandese delle Indie orientali, scortata da uno squadrone al comando di Willem Haultain de Zoete, venne intercettata e sconfitta da nove navi della flotta spagnola dell'Atlantico al comando di Fadrique de Toledo mentre oltrepassavano lo stretto di Gibilterra.

## Antefatto
La tregua momentanea della guerra degli ottant'anni tra l'Impero spagnolo e la Repubblica delle Sette Province Unite permise all'ammiraglio basco-spagnolo Miguel de Vidazabal, comandante dello squadrone di Gibilterra, di cooperare con le navi spagnole contro i pirati barbareschi. Questo portò alla cattura di sedici vascelli corsari che vennero portati a Gibilterra. La tregua terminò nel 1621 dopo dodici anni. Gli olandesi passarono all'offensiva e, combinandosi con la flotta danese per un totale di 31 navi, entrarono nel Mediterraneo. Il conte-duca di Olivares, incaricato della politica estera della Spagna, era determinato ad una controffensiva navale per minare le basi del commercio marittimo della Compagnia olandese delle Indie orientali (VOC). Filippo IV di Spagna si disse favorevole a questa strategia.

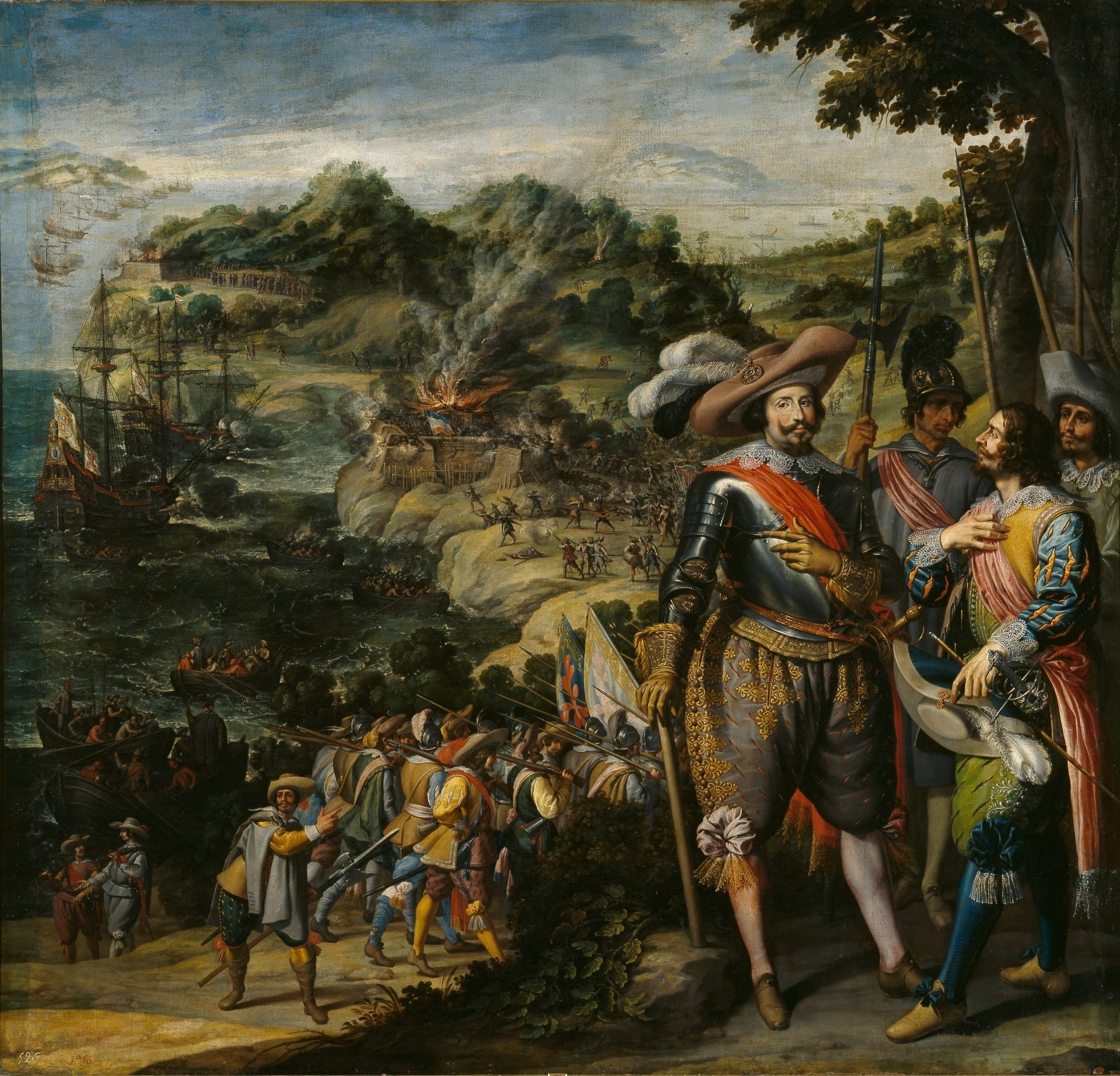
Ritratto di Fadrique de Toledo durante la cattura di Saint Kitts.

L'intelligence marittima spagnola venne a sapere che un convoglio di almeno venti navi olandesi provenienti da Venezia, sarebbe passato attraverso lo stretto di Gibilterra. Le navi olandesi erano ben armate e zeppe di marinai che costituivano una notevole scorta al carico che trasportavano e pertanto per gli spagnoli era vitale concentrare le forze a loro disposizione per raggiungere l'obbiettivo. L’Armada del Mar Océano, l'élite delle forze marittime spagnole dell'epoca, mise a disposizione nove navi al comando di Don Fadrique de Toledo. Queste si riunirono a Lisbona con quattro vascelli al comando di Don Martin de Vallecilla ed altre nove navi della flotta di Biscaglia, al comando di Don Francisco de Acevedo. Ad ogni modo, la mancanza di viveri e munizioni, assieme all'insufficienza della logistica degli spagnoli, non consentì di preparare al fine un gran numero di navi, malgrado l'urgenza.
L’Armada del Océano salpò infine da Cadice il 31 luglio 1621 e passò il Cabo de São Vicente, dove sperava di raccogliere altre navi abili a combattere, nel caso in cui le navi non fossero giunte allo stretto in tempo per il passaggio del convoglio. Don Toledo era a bordo dell'ammiraglia, la Santa Teresa, uno dei più potenti galeoni mai costruiti in Europa, con altri tre vascelli più piccoli: tre da 450 tonnellate circa e tre da 330 tonnellate circa. Aveva a disposizione anche due patache per ricognizione e ambasciate. La forza pronta si presentava quindi di entità ben minore rispetto a quella pianificata per l'attacco e gli spagnoli non erano sicuri che sarebbe stata sufficientemente forte da fronteggiare quella olandese. Toledo, ad ogni modo, era uno degli ammiragli più rinomati della sua epoca ed era determinato alla vittoria. Il 6 agosto ricevette un messaggio dal maggiore della guarnigione di Malaga che gli notificava che 26 navi olandesi erano ancorate a 2 km dalla città e si stavano preparando ad oltrepassare lo stretto di Gibilterra.
Per decidere sul da farsi, gli spagnoli tennero un consiglio di guerra e decisero di attaccare subito. Il gruppo di navi salpò verso lo sretto ed ancorò alla baia di Algeciras l'8 agosto. Il giorno successivo, venne dato l'allarme generale dopo aver visto due navi che salpavano dal forte di Ceuta. Lo squadrone spagnolo salpò per investigare la situazione ed avvistò la flotta olandese. Per il resto del giorno e durante la notte, lo squadrone spagnolo rimase in osservazioen dei movimenti del nemico.

## La battaglia

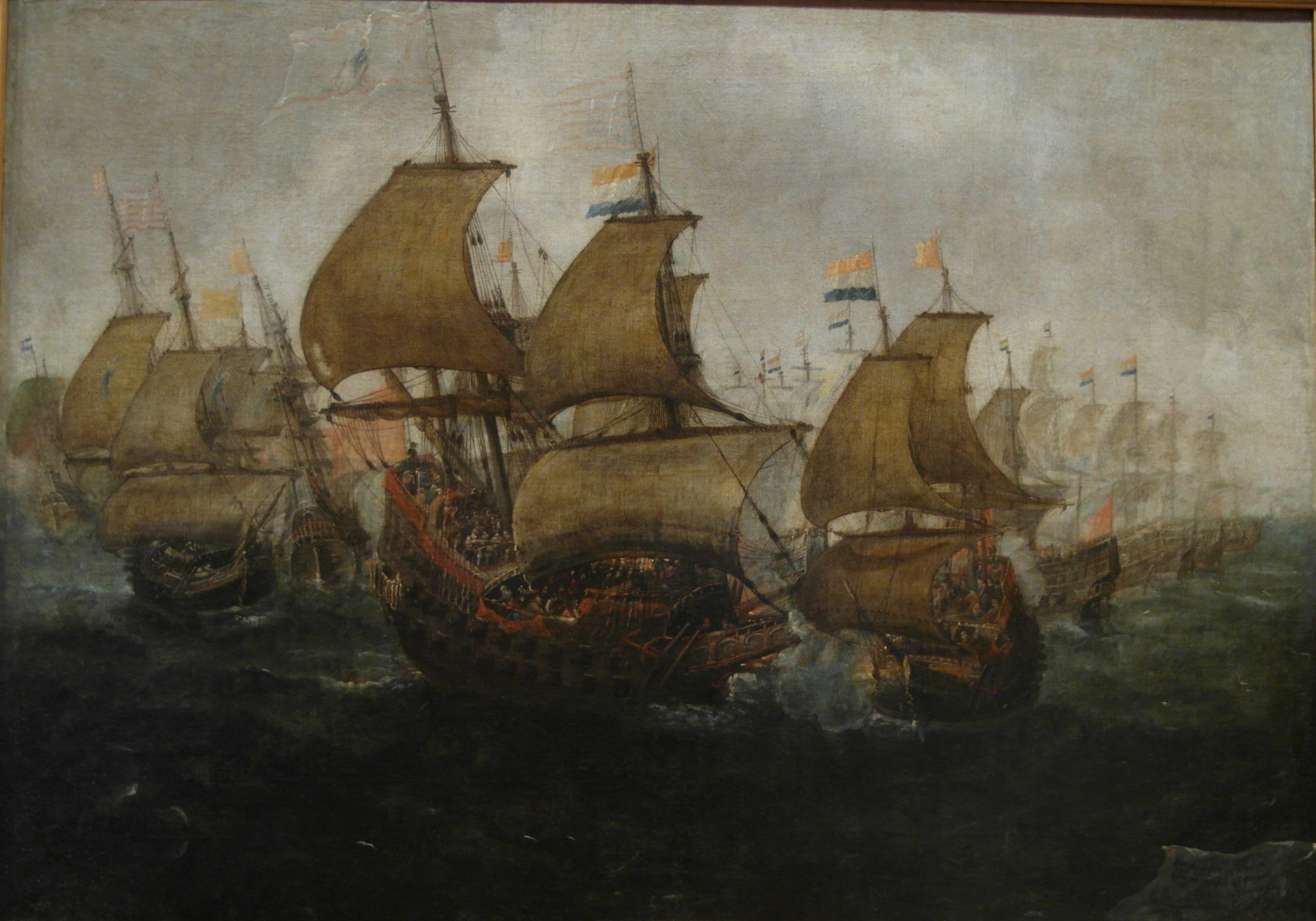
Dettaglio da La battaglia di Gibilterra di Enrique Jácome y Brocas

La flotta olandese si divise in due gruppi: uno di 24 navi in formazione da battaglia ed un altro composto da sette navi. La scorta al convoglio era composta da dodici navi bene armate, tra cui due particolarmente grandi, tutte al comando dell'ammiraglio Willem Haultain de Zoete. Gli olandesi adottarono una formazione a mezzaluna. La loro strategia era quella di evitare il combattimento per quanto possibile e di concentrarsi sulla protezione delle merci del convoglio, evitandone la cattura. Ebbero l'ordine di non aprire il fuoco se non attaccate. Gli olandesi si trovavano però sottovento e questo consentì a Toledo di scegliere se attaccare o meno. Lo storico Agustin González ha stimato che i sei galeoni spagnoli più piccoli erano equivalenti per forza e potenza di fuoco alle dodici navi della scorta olandese. La nave più importante coinvolta nello scontro fu l'ammiraglia spagnola Santa Teresa, particolarmente grande e potente. Gli spagnoli si portarono verso gli olandesi sperando di rompere la formazione nemica sfruttando la maggiore manovrabilità delle loro navi.
Inizialmente, la Santa Teresa sparò un colpo di avvertimento chiedendo la resa dello squadrone olandese. La flotta di Haultain immediatamente rispose al fuoco. Le navi olandesi spararono a medio raggio, ma la Santa Teresa si trattenne dallo sparare sin quando non fu a portata sicura delle navi nemiche. La successiva bordata spagnola causò "un orribile effetto a quanti guardassero lo scontro dal mare o da terra". I danni furono tali che gli olandesi dovettero ritirarsi. La Santa Teresa riuscì quindi a sfondare la formazione olandese. Il galeone di Don Alonso de Mujica abbordò una man-of-war olandese, mentre la Santa Ana, comandata da Don Carlos Ibarra, fece lo stesso con un'altra nave. Anche una delle patache, comandata dal capitano Don Domingo de Hoyos, si scontrò con una nave olandese, per quanto la sua forza fosse ridotta. Dopo aver irrotto nella formazione nemica, l'ammiraglia spagnola si ricolse al resto del convoglio. I suoi colpi a corto raggio misero a fuoco una nave olandese la quale si trovava a tal punto vicina a quella che le appiccò fuoco a sua volta, ma venne subito estinto.
L'ammiraglia spagnola venne ad ogni modo colpita pesantemente dalla flotta olandese e, malgrado la sua stazza e la sua forza, i danni si presentavano notevoli con l'abbattimento di almeno due alberi. Con la Santa Teresa fuori dai giochi e la flotta olandese compromessa, gli spagnoli si ritirarono dalla battaglia che si concluse alle 15.00. Il bilancio delle perdite risultò favorevole agli spagnoli: avevano affondato o bruciato cinque navi nemiche ed altre due erano state catturate. Gli spagnoli riuscirono a non perdere nemmeno una nave e l'ammiraglia risultò la più danneggiata, ancora in grado di combattere ma con grosse difficoltà a manovrarsi. Don Luis de Noroña, capitano generale di Ceuta, inviò sul luogo della battaglia una nave con un carico di polvere da sparo, cibo e medicine e un chirurgo. Egli inviò anche un messaggio per congratularsi con lo squadrone dicendo "di non sapere che Toledo fosse sul posto [ma] di non pensare che potesse esserci un altro più coraggioso di lui in grado con così poche navi di distruggerne tante nemiche". Gli spagnoli fecero quindi ritorno a Cadice.

## Conseguenze
Toledo venne ferito lievemente da un colpo di fucile, ma si riprese poco dopo, collezionando altri successi nel corso della sua carriera che lo vide protagonista nella presa di Bahia, in Brasile. Filippo IV concesse a tutti i combattenti dello scontro una pensione annua a spese del governo. Toledo ottenne il grado di capitano generale del Portogallo.
Il pittore Enrique Jacome y Brocas, vennero incaricati di realizzare una serie di dipinti per celebrare l'evento, oggi conservati al Museo Navale di Madrid. Anche l'ammiragliato olandese di Amsterdam diede commissione al pittore Abraham de Verwer di ricordare l'evento.
La battaglia insegnò agli olandesi ad armare più pesantemente le loro navi come pure ad aumentare la scorta militare.